# Back in the U.S.S.R.
〈Back in the U.S.S.R.〉는 비틀즈의 1968년 음반 《The Beatles》에 발매된 비틀즈의 노래이다. 폴 매카트니가 작곡한 곡으로, 작곡 파트너인 레논-매카트니가 작곡한 곡이다. 척 베리의 〈Back in the U.S.A.〉과 비치 보이스의 〈California Girls〉 패러디한 것이다.

## 개요
이 노래는 머리 위를 날아가는 제트 항공기의 소리와 함께 펼쳐지고 닫히며, 미국의 마이애미 비치에서 BOAC 항공기를 타고 소련으로 돌아오는 "무시무시한" 비행을 가리킨다.

## 참여 인원
이안 맥도날드 와 마크 루이손에 따르면:
- 폴 매카트니 – 더블 트랙 보컬, 백킹 보컬, 피아노, 베이스 기타, 드럼, 리드 기타, 박수, 타악기
- 존 레논 – 백킹 보컬, 리듬 기타, 6현 베이스, 박수, 드럼, 타악기
- 조지 해리슨 – 백킹 보컬, 리듬과 리드 기타, 베이스, 드럼, 박수, 타악기